# Fryderyk Karol Heski
Fryderyk Karol Ludwik Konstantyn, książę Hesji-Kassel (ur. 1 maja 1868 w Gut Panker; zm. 28 maja 1940 w Kassel) – tytularna głowa rodu Hessen-Kassel, pod koniec 1918 niekoronowany król Finlandii.

## Młodość
Był trzecim synem Fryderyka Wilhelma, tytularnego władcy Hesji-Kassel i księżniczki Anny Pruskiej. W 1891 roku był zamieszany w skandal z udziałem cesarza Wilhelma II, zwany aferą Kotze. Wraz z wieloma innymi członkami rodów arystokratycznych został oskarżony o ekscesy seksualne. Książę Fryderyk Karol miał nieskomplikowany charakter. Zdaniem cesarza Wilhelma II miał melancholijną, skłonną do filozofowania naturę. Poza tym był pilny. Miał zamiłowanie do archeologii, sztuki i literatury.

## Król Finlandii
9 października 1918 fiński parlament wybrał Fryderyka na dziedzicznego króla Finlandii pod imieniem Karola I. Wkrótce imię zmieniono na fińskie Väinö I. Miał nosić tytuł „król Finlandii i Karelii, książę Alandii, wielki książę Laponii, pan Północy”. Sporządzono dla niego koronę i szykowano się do koronacji. Fryderyk nie zdążył jednak wyjechać do Finlandii, a po klęsce Niemiec abdykował 14 grudnia 1918.

## Odznaczenia
- Krzyż Wielki z Łańcuchem Orderu Lwa Złotego (1885, Hesja)[3][4]
- Krzyż Wielki Orderu Ludwika (1892, Hesja)[4]
- Order Słonia (Dania)[5]
- Order Orła Czarnego (Prusy)[3][5]
- Order Orła Czerwonego (Prusy)
- Krzyż Wielki Orderu Łaźni (Wlk. Brytania)[5]
- Krzyż Wielki Orderu Wierności (Badenia)[6]
- Krzyż Wielki Orderu Zbawiciela (Grecja)[3]
- Krzyż Wielki Orderu Alberta Niedźwiedzia (Anhalt)[7]
- Krzyż Wielki Orderu Świętego Aleksandra (Bułgaria)[3]
- Krzyż Wielki Orderu Domowego i Zasługi (Oldenburg)[3]
- Krzyż Wielki Orderu Sokoła Białego (Saksonia-Weimar-Eisenach)[8]

## Małżeństwo i potomstwo

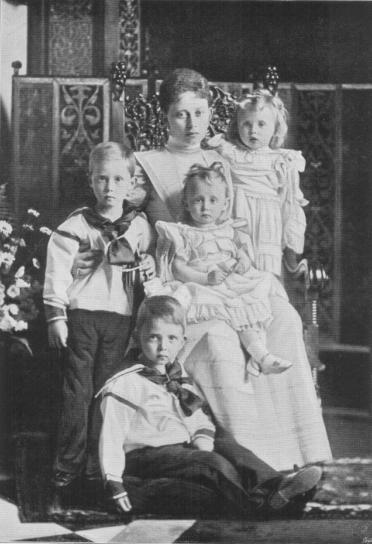
Niedoszła rodzina królewska Finlandii (żona i dzieci „Väinö I”).

25 stycznia 1893 w Berlinie poślubił Małgorzatę Hohenzollern (1872–1954), najmłodszą córkę Fryderyka III (1831–1888), cesarza Niemiec, i Wiktorii Koburg (1840–1901). Małżeństwo miało sześciu synów:
- Fryderyk Wilhelm Zygmunt Wiktor (1893–1916),
- Maksymilian Fryderyk Wilhelm Jerzy (1894–1914),
- Filip (1896–1980) – tytularny książę-elektor Hesji ⚭ Mafalda Sabaudzka (1902–1944), córka Wiktora Emanuela III (1869–1947), króla Włoch, i Heleny Petrowić-Niegosz (1873–1952),
- Wolfgang Maurycy (1896–1989) – książę koronny Finlandii ⚭ Maria Aleksandra Badeńska (1902–1944), córka Maksymiliana (1867–1929), tytularnego wielkiego księcia Badenii, i Marii Ludwiki Hanowerskiej (1879–1948),
- Krzysztof Ernest August (1901–1943) ⚭ Zofia Glücksburg (1914–2001), córka Andrzeja (1882–1944) i Alicji Battenberg (1885–1969),
- Ryszard Wilhelm Leopold (1901–1969)

## Późniejsze życie i śmierć
15 marca 1925 został oficjalnie głową rodu heskiego. Zmarł 28 maja 1940 roku w Kassel.